# Canzoniere di Lisbona

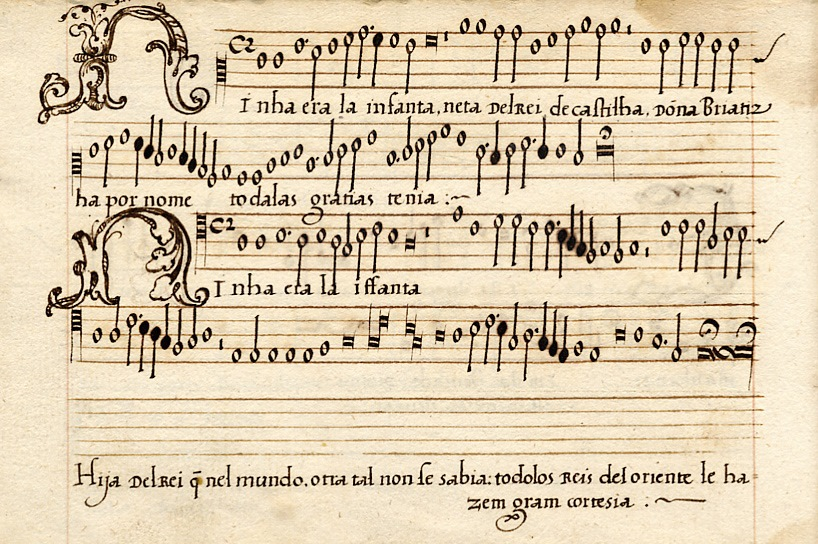
Pagina del Cancioneiro de Lisboa con la cantiga in castigliano intitolata Ninha era la infanta, probabilmente composta nel 1521 da Gil Vicente e Pedro de Escobar.

Il Canzoniere di Lisbona (in portoghese Cancioneiro de Lisboa o Cancioneiro musical da Biblioteca Nacional) è il nome dato al manoscritto CIC 60 (Collezione Ivo Cruz) conservato nella Biblioteca nazionale del Portogallo, a Lisbona. È uno dei quattro canzonieri rinascimentali della musica portoghese (insieme al Canzoniere di Elvas, al Canzoniere di Belém e al Canzoniere di Parigi). Venne prodotto intorno al 1570 e contiene 72 fogli (con l'eccezione della pagina 6 e 63) di 96x146 mm ciascuno. L'attuale copertina è del XVII secolo. Alcuni dei fogli hanno subito la corrosione dell'inchiostro e la musica scritta in essi non può essere completamente recuperata.
Questo canzoniere contiene musica sia profana che sacra del XV e XVI secolo. In nessun spartito viene menzionato il nome del compositore, ma in base ad un confronto con altri cancioneros sono state avanzate ipotesi plausibili collegandoli a Francisco de Peñalosa, Juan de Anchieta, Pedro de Escobar e altri.